# SC Red Star Penzing
Der Sportclub Red Star Penzing, kurz SC Red Star Penzing ist ein Fußballverein aus dem Bezirk Ottakring der österreichischen Bundeshauptstadt Wien.

## Geschichte

### Die ersten Jahre
Der Verein wurde im Jahr 1903 mit den noch heute gültigen Klubfarben Schwarz-Rot als SC Red Star Wien gegründet. Red Star trat der Fußball-Union bei und wechselte 1904 in den neu gegründeten Österreichischen Fußballverband, wo der Klub in die 2. Klasse eingeteilt wurde. In dieser Klasse feierten die Rotsterne, wie der SC Red Star Wien liebevoll genannt wird, in der Spielsaison 1907/08 ihren ersten Meistertitel. Mit der Begründung, dass der Verein über keine eigene Sportstätte verfügte, wurde dem SC Red Star der Aufstieg in die 1. Klasse verwehrt. Stattdessen durfte der mit zehn Punkten Rückstand auf die Ottakringer zweitplatzierte Verein Floridsdorfer AC in die oberste Spielklasse einziehen. In der Saison 1911/12 wurde die erste offizielle österreichische Fußballmeisterschaft ausgetragen. Nachdem der Verband dem Rennweger SV 1901 den Meistertitel der 2. Klasse aberkannt hatte, wurde ein Qualifikationsspiel um den Aufstieg in die 1. Klasse zwischen den beiden nächstplatzierten Vereinen initiiert, das der SC Red Star knapp gegen den ASV Hertha Wien verlor. Mit dieser Niederlage verpassten die Ottakringer, zu einem Gründungsmitglied der ersten Meisterschaft zu werden. Red Star spielte weiterhin in der 2. Klasse und erwarb 1913 ein Grundstück nahe dem Ottakringer Friedhof, das zumindest für ein Jahr den ersten eigenen Heimplatz des Vereines darstellte. Nachdem der Sportplatz 1914 einer Schrebergartenanlage weichen musste, mutierte Red Star wieder zum Untermieter bei verschiedenen Vereinen. Trotz fehlender Heimanlage errang die Ottakringer Mannschaft 1916 den Titel in der 2. Klasse A, konnte jedoch durch die Sistierung des Auf- und Abstiegs während der Kriegsjahre wieder nicht in die 1. Klasse aufrücken. Zum Start der Folgesaison musste der SC Red Star auf Geheiß von „oben“ seinen englischen Namen ablegen und nannte sich nunmehr SC Rotstern Wien.

### Zwischenkriegszeit
Gleich nach Kriegsende nahm der Klub aber wieder seinen alten Namen an. Als am ersten Juli 1926 der Verband der Amateurfußballvereine Österreichs (VAFÖ) in bewusster Abgrenzung zum nunmehr ausschließlich professionellen Allgemeiner Österreichischer Fußballbund AÖFB gegründet wurde, trat der Arbeiterverein Red Star diesem bei und wurde einer der führenden Klubs innerhalb des Verbandes. Die Rotsterne wurden gleich im ersten Jahr 1927 VAFÖ-Meister der 1. Klasse West und gewannen einige kleinere, von dem Verband ausgeschriebene Pokalbewerbe. Nach dem erneuten Klassengewinn 1928 spielte der SC Red Star gegen den VAFÖ-Meister der 1. Klasse Ost, dem SC E-Werk Wien, um den Wiener-VAFÖ-Meistertitel und gewann das Spiel mit 4:2. Ebenfalls 1928 fusionierte der Verein mit dem SC Sturm 1914 Wien. Mit Einsetzen des Austrofaschismus wurde der Arbeiterverband VAFÖ 1934 zwangsweise aufgelöst. Dieses Schicksal widerfuhr auch sämtlichen Vereinen des ehemaligen Verbandes, so auch dem SC Red Star. Kurze Zeit später erhielt der Verein jedoch wieder die Erlaubnis, an der Meisterschaft des Österreichischen Fußballbundes teilnehmen zu dürfen. Der Verein wurde in die 3. und letzte Klasse eingeteilt und musste wieder von ganz unten beginnen. Schlimmer traf den SC Red Star jedoch die Enteignung seines eigenen Sportplatzes am Vogelweidplatz, um dessen Rückerstattung die Ottakringer jahrelang kämpfen mussten. Die folgenden Jahre wurden vor allem durch mehrere Fusionen des Vereins geprägt, die dem SC Red Star aber halfen, sich wieder in der zweiten Spielstufe zu etablieren. 1935 fusionierte der SC Red Star mit einem zweiten Verein gleichen Namens (!) der von der Gewerkschaft geführt wurde. 1936 kam es zu einer Fusion mit dem SC Neubau Wien, die jedoch ein Jahr später wieder rückgängig gemacht wurde, und 1937 zur Fusion mit der Wiener Sportvereinigung. Bemerkenswert ist dabei, dass der Vereinsname immer beibehalten wurde.

### Die Jahre der Ostmark
1940 mussten sich die Rotsterne auf Anordnung der nationalsozialistischen Machthaber in SC Rot-Stern 03 umbenennen. Aber wie nach dem Ersten Weltkrieg wurde auch diese Umbenennung nach Kriegsende sogleich rückgängig gemacht. Ansonsten konnte die schwierige Zeit des Zweiten Weltkrieges dem Verein nichts anhaben. Der Verein schaffte es, auch durch die Fusion mit dem Bezirksrivalen FC Libertas Wien im Jahr 1941, den Spielbetrieb aufrechtzuerhalten und feierte zwischen 1939 und 1941 dreimal in Folge den Vizemeistertitel der 2. Klasse. Im August 1943 feierte der Klub sein 40-jähriges Bestehen; in einer Jubiläumswoche absolvierte der Klubs aus diesem Grund einige Freundschaftsspiele gegen Vereine der Bereichsklasse, wie den Floridsdorfer AC, den SK Admira Wien oder die Post-SG Wien.

### Ab 1945
Mit der Einführung der gesamtösterreichischen Meisterschaft 1949/50 wurde es für die Wiener Vereine immer schwieriger sich in den oberen Ligen zu behaupten. In den 1950er Jahren pendelte der Verein zumeist zwischen der Staatsliga B und der nur mehr drittklassigen Wiener Liga. Während der 1960er-Jahre war der Verein zumeist in der Wiener Liga zu finden, einzig in der Saison 1967/68 spielten die Ottakringer in der zweitklassigen Regionalliga. Im folgenden Jahrzehnt kam der Verein über die dritte und vierte Leistungsstufe nicht hinaus. Im Jahr 1974 folgte die Fusion mit dem Verein Ober-Sankt-Veit. Im folgenden Jahr bezog der Verein den Auto-Platz in der Kendlerstraße.  Im Jahr 1977 folgte eine weitere Fusion mit dem RAC-AO-Heimlich und 1980 die Fusion mit dem SC Auto-Gerngroß zum SC Red Star/Auto. Im Jahr 1982 folgte mit dem Meistertitel in der nunmehr fünftklassigen Wiener Liga der Aufstieg in die 1. Landesliga (vierte Spielklasse). Ein Jahr darauf wurde die 1. Landesliga wieder in Wiener Liga umgetauft. In der Saison 1984/85 belegte der SC Red Star/Auto den zweiten Rang der Wiener Liga und feierte damit die Rückkehr in die Regionalliga Ost. Die Spielstärke des Vereins reichte jedoch nicht aus um sich in der Liga zu halten, und somit verbrachten die Ottakringer die nächsten Jahre wieder in der Wiener Liga. 1990 folgte wiederum der Meistertitel in der Wiener Liga und die Umbenennung des Vereins in SC Red Star-Heimlich. Im Meisterschaftsjahr 1997/98 ging der Verein eine Kooperation mit dem SK Rapid Wien ein. Die Reserve- und Nachwuchsteams traten weiterhin unter dem alten Vereinsnamen an, einzig die Kampfmannschaft stand unter der Federführung des SK Rapid und wurde in SK Rapid Wien Amateure/Red Star umgetauft. Nach nur einem Jahr wurde die Kooperation aufgrund von unüberwindbaren Differenzen mit der grün-weißen Vereinsführung beendet. Die Rapid Amateure behielten jedoch den Ligaplatz und der SC Red Star sollte bereits zum zweiten Mal in der letzten Spielklasse neu beginnen. Um diesem Schicksal zu entgehen, entschloss sich die Vereinsführung 1998 zur Fusion mit dem ebenfalls auf dem Red-Star-Platz
eingemieteten SC Janecka-Penzing, der neue Vereinsname lautet seitdem SC Red Star Penzing. Unter diesem Namen stieg man zur Saison 1998/99 in das Spielgeschehen in der 1. Klasse ein und schaffte im Jahr 2002 mit dem zweiten Rang den Aufstieg in die Oberliga A.
Seit der Saison 2014/15 spielt der SC Red Star Penzing in der aus den vormaligen Oberligen A und B zusammengeschlossenen und neu gegründeten 2. Landesliga. Im selben Jahr gelang mit dem Sieg des Toto-Cups im Mai 2015 im Ernst-Happel-Stadion der größte Erfolg der Vereinsgeschichte.

## Die Namensfindung
Gegen Ende des Jahres 1902 fassten Ottakringer Metallarbeiter eine Vereinsgründung ins Auge und diskutierten über einen klangvollen Klubnamen. Zu Weihnachten 1902 spazierten einige dieser Fußballfreunde nächtens über die Wiener Ringstraße und erblickten auf dem Kärntner Ring die hell erleuchtete Auslagenscheibe einer amerikanischen Schifffahrtsgesellschaft mit dem klingenden Namen Red-Star-Line, als deren Logo ein roter Stern glänzte. Damit hatte der Verein seinen Namen und sein Fußballwappen gefunden.

## Die Stadionfrage
Der SC Red Star besaß bei seiner Gründung keine eigene Sportanlage, sondern richtete sich in seinen Anfangsjahren als Untermieter auf dem Libertas-Platz ein. 1913 pachtete der Verein ein Grundstück nahe dem Ottakringer Friedhof, das jedoch ein Jahr später einer Schrebergartensiedlung weichen musste. 1919 bezog man schließlich nach langer Suche gemeinsam mit dem zweiten Ottakringer Traditionsverein FC Libertas Wien einen Sportplatz in der Herbertstraße. Der Platz war jedoch für beide Vereine zu klein und so wurde 1922 vom SC Red Star der Ausbau der Sportanlage Wien-West in Angriff genommen, die 1923 bezogen wurde. Am 21. September 1930 wurde mit dem 9000 Zuschauer fassenden Karl-Volkert-Platz am Vogelweidplatz 15 in Rudolfsheim-Fünfhaus eine neue, sogar erstligataugliche, Heimanlage eröffnet. Diese heute oft als „alter Red-Star-Platz“ bezeichnete Sportanlage diente dem SC Red Star bis in die 1970er-Jahre als Heimstätte, musste dann jedoch einer Tiefgarage weichen. Die Anlage war auch unter anderem Schauort der Feldhandball-Weltmeisterschaft der Männer 1966, bei der Österreich auf diesem Platz durch einen 17:15-Sieg über die Schweiz WM-Bronze gewann. 1975 konnte schließlich die „Auto-Platz“ genannte Sportanlage in der Kendlerstraße bezogen werden, wodurch der Verein wieder in seinen Gründungsbezirk zurückzog. 

## Liste bekannter Spieler
- Camillo Jerusalem
- Ferdinand Wesely
- Franz Weselik
- Johann Urbanek
- Emil Regnard
- Jürgen Macho
- Stefan Kulovits
- Emir Dilaver
- Muhammed Ildiz
- Muhammed Cham

## Fans
SC Red Star Penzing wird bei den Heim- und Auswärtsspielen vom Fanclub "Guardia Rossa" unterstützt. Die Fans kommen großteils aus dem linken, teilweise kommunistischen Lager und berufen sich auf die Gründung und Tradition SC Red Star Penzings als Arbeiterclub. Sie positionieren sich häufig zu gesellschaftlichen Themen und zeigen regelmäßig Choreographien.

## Vereinsnamen und Fusionspartner
- 1916 Namensänderung in SC Rot-Stern Wien
- 1928 Fusion mit SC Sturm 1914 Wien
- 1935 Fusion mit Red Star (Gewerkschaft)
- 1936 Fusion mit SC Neubau zum SC Red Star/Neubau
- 1937 Lösung der Fusion; Fusion mit der Wiener Sportvereinigung
- 1940 Namensänderung in SC Rot-Stern 03 Wien
- 1941 Fusion mit FC Libertas Wien
- 1945 Rückbenennung in SC Red Star Wien
- 1974 Fusion mit Ober-Sankt Veit
- 1977 Fusion mit RAC-AO-Heimlich
- 1980 Fusion mit SC Auto-Gerngroß zu SC Red Star/Auto
- 1990 Namensänderung in SC Red Star-Heimlich
- 1997 Kooperation mit SK Rapid Wien als Rapid Wien Amateure/Red Star
- 1998 Lösung der Kooperation; Fusion mit SC Penzing-Janecka zu SC Red Star Penzing

## Titel & Erfolge
- TOTO-Cup Sieger 2015
- Teilnahme an der zweiten Liga
- Meister der 2. Klasse (2): 1908, 1916
- Meister der 1. VAFÖ-Klasse West: 1927 und 1928
- Wiener VAFÖ-Meister: 1928
- Meister 3. Klasse C (3): 1935
- Meister der Wiener Liga (3): 1951, 1954, 1964
- Meister der Wiener Liga (4):1990
- Meister Unterliga A (5): 1980